# Kozłek trójlistkowy
Kozłek trójlistkowy (Valeriana tripteris L.) – gatunek rośliny wieloletniej należący do rodziny kozłkowatych. W Polsce występuje na południu kraju.

## Morfologia

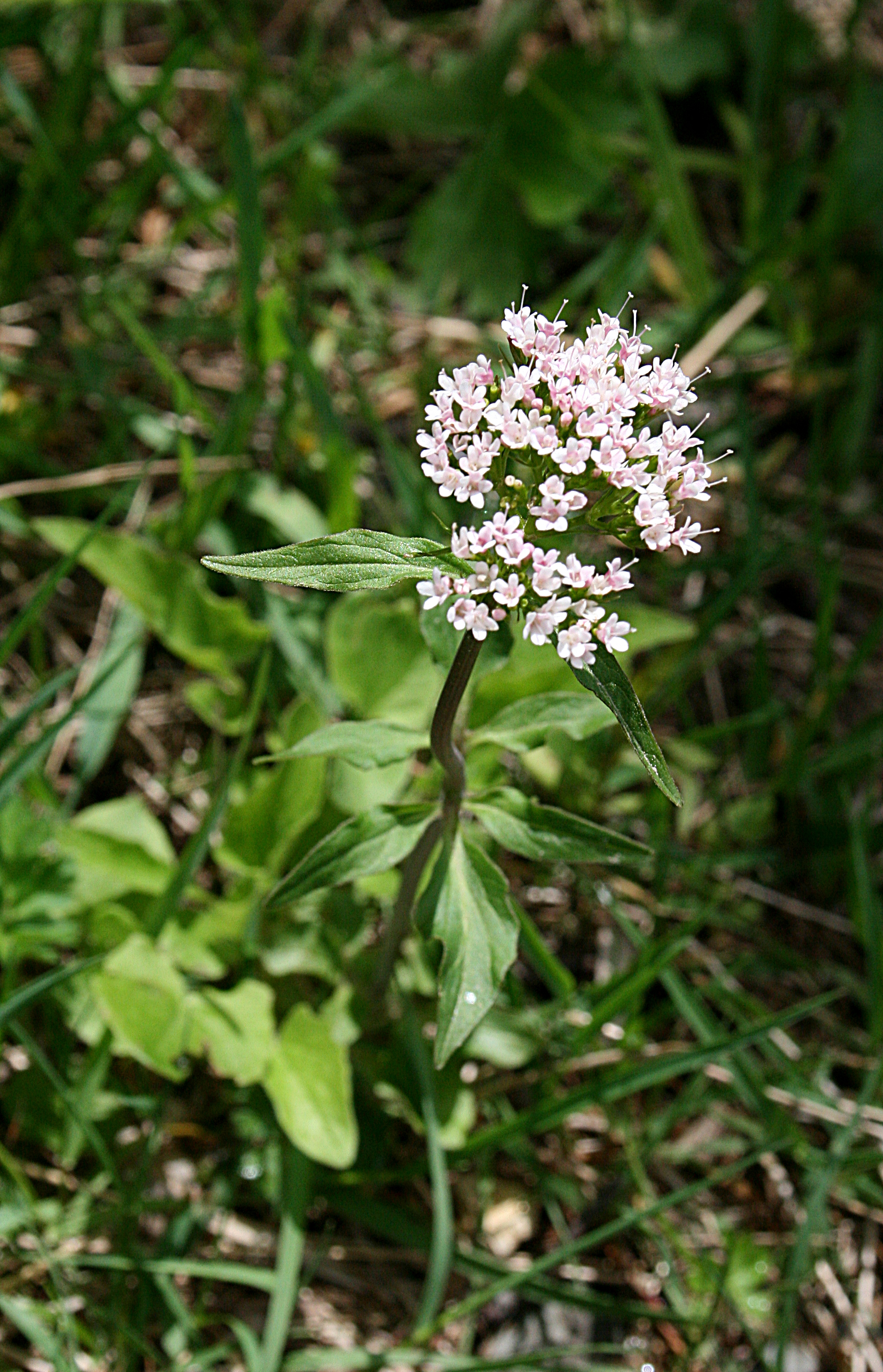
Pokrój

ŁodygaWzniesiona, osiąga wysokość 10–50(60) cm. Pod ziemią roślina posiada grube i rozgałęzione kłącze bez rozłogów.
LiścieLiście odziomkowe niepodzielone, liście łodygowe 3-listkowe lub 3-dzielne. Czasami w nasadzie liści łodygowych występują dodatkowe drobne przylistki.
KwiatyCzęść kwiatów jednopłciowa, część obupłciowa. Kwiaty drobne, żeńskie o białych lub różowych płatkach korony długości ok. 1 mm, męskie różowawe, o płatkach długości ok. 3,5-4,5 mm. Podczas kwitnienia kielich jest niewyraźny i zwinięty do środka, natomiast podczas owocowania rozrasta się.
OwocNiełupki z pierzastym puchem kielichowym.
Gatunki podobneKozłek dwupienny, różni się głównie tym, że ma liście podzielone.

## Biologia i ekologia
Bylina, hemikryptofit. Kwitnie od kwietnia do lipca. Rośnie w wilgotnych i ciemnych lasach. Gatunek charakterystyczny dla klasy (Cl.) Asplenietea-rupestria. Liczba chromosomów 2n = 16.